# Tessa – Leben für die Liebe
Tessa – Leben für die Liebe ist eine deutsche Telenovela, die vom 16. Januar bis zum 16. August 2006 im ZDF ausgestrahlt wurde.

## Hintergrund
Tessa – Leben für die Liebe war eine Auftragsproduktion von ZDF, ORF und SF, ausführende Produktionsfirma war die Grundy UFA TV Produktions GmbH. Produziert wurde vom 24. Oktober 2005 bis zum 31. Mai 2006 in den Studios 8 und 9 des Studio Babelsberg in Potsdam, wo bereits die Telenovela Bianca – Wege zum Glück entstand. Außendrehorte waren der Campus Virchow-Klinikum in Berlin-Wedding und das Gestüt Rosenhof im Beelitzer Ortsteil Schäpe. Die Chefautoren der Serie waren Simone Schneider und Markus Steffl (Kapitel 1–40), sowie Werner Lüder und Jochen Franke (Kapitel 41–125).
Da Tessa – Leben für die Liebe auf dem ursprünglichen Sendeplatz um 15:10 Uhr in starker Konkurrenz zur Telenovela Sturm der Liebe im Ersten stand, erreichte die Telenovela weit weniger Zuschauer als erhofft. Aus diesem Grund entschied sich das ZDF nach zwei Wochen für eine Sendeplatzänderung. Ab dem 30. Januar 2006 wurde sie bereits um 14:10 Uhr, ab dem 13. Februar 2006 um 14:15 Uhr ausgestrahlt. Zudem wurde die Telenovela ab Kapitel 31 in Anlehnung an die Telenovela Julia – Wege zum Glück in Tessa – Leben für die Liebe, was auch der Arbeitstitel war, umbenannt.
Da die Quoten aber weiter auf vergleichsweise niedrigem Niveau blieben, einigten sich Auftragssender und Produktionsfirma darauf, die Handlung der Telenovela früher als geplant zum Ende zu führen. Statt der vorgesehenen 230 Episoden, wurden nur noch 130 bis 140 Folgen geplant, um die Serie bereits im August 2006 abzuschließen. Als letzte Reaktion auf den Misserfolg der Telenovela wurde der Sendeplatz ein weiteres Mal geändert. Das ZDF zeigte Tessa – Leben für die Liebe vom 2. Mai 2006, also ab Kapitel 67, an nur noch unregelmäßig im Nachtprogramm. In der Schweiz und in Österreich, wo die Telenovela im Gegensatz zu Deutschland sehr erfolgreich lief, änderte sich an den Ausstrahlungszeiten bis zur letzten Folge nichts.
Am 18. August 2006 wurde um 0:45 Uhr mit Kapitel 125 die letzte Folge von Tessa – Leben für die Liebe im ZDF ausgestrahlt.

## Handlung
Die Handlung der Telenovela ist in der fiktiven deutschen Großstadt Torland angesiedelt.
Tessa Thalbach lebt mit ihrem Vater Stephan auf dem Land, wo sie von Kindesbeinen an ihre Freizeit mit Pferden verbracht hat. Die Telenovela beginnt, als die 24-jährige den Schritt in ein neues, selbständiges Leben wagen will. Sie verabschiedet sich von ihrem Vater und zieht von zuhause aus, um sich in der Großstadt eine eigene Existenz aufzubauen. Gleich bei der Ankunft in Torland begegnet sie dem jungen Arzt Felix Kilian, in den sie sich sofort verliebt.
Durch das Tagebuch einer Bekannten, die unerwartet gestorben ist, erfährt Tessa ein Geheimnis über die Marklandklinik, in der Felix arbeitet. Oberarzt Dr. Marcel Borchert soll wegen illegaler Medikamentenversuche Tessas Bekannte auf dem Gewissen haben. Für den skrupellosen Mediziner wird Tessa zu einer großen Gefahr, die er aus dem Weg räumen möchte. Doch auch der Klinikmanagerin Tamara Dannenberg ist Tessa ein Dorn im Auge.
Immer wieder müssen Tessa und Felix ihre Liebe vor Intriganten und Neidern behaupten, bevor sie am Ende heiraten können.

## Besetzung
Sortiert nach der Reihenfolge des Einstiegs.
| Schauspieler               | Rollenname                            | Folgen              | Bemerkungen, kurze Beschreibung der Rolle |
| -------------------------- | ------------------------------------- | ------------------- | --- |
| Eva-Maria Grein von Friedl | Theresa „Tessa“ Kilian, geb. Thalbach | 1–125               | weibliche Hauptrolle; heiratet in der letzten Folge Felix |
| Oliver Boysen              | Felix Kilian                          | 1–125               | männliche Hauptrolle; heiratet in der letzten Folge Tessa |
| Sarah Alles                | Mia Dannenberg                        | 1–125               | ist mit Patrick zusammen, ihr Onkel Stefan und Beate Gehrmann, Patricks Mutter, kümmern sich nach dem Tod ihrer Schwester an der Burgruine und der Verhaftung der Mutter um sie                                                  |
| Eric Bouwer                | Kai Maiboom                           | 1–125               | ist Mias & Patricks bester Freund; Neffe von Christian Maiboom |
| Rainer Guldener            | Arthur Kilian                         | 1–125               | ist der Vater von Felix und der Mann von Carolin, die am Ende der Telenovela zu ihm zurückkehrt |
| Julia Küllinger            | Sylvie Kröger                         | 1–125               | ist am Ende der Telenovela mit Ole zusammen |
| William Mang               | Stephan Thalbach                      | 1–125               | Vater von Tessa; nach Trennung von Carolin mit Beate Gehrmann liiert und adoptiert mit ihr seine Nichte Mia |
| Beat Marti                 | Christian Maiboom                     | 1–125               | bester Freund von Felix, am Ende der Telenovela ist er mit Claudia Faber liiert |
| Judith von Radetzky        | Beate Gehrmann                        | 1–125               | Mutter von Patrick; Vertraute und mütterliche Freundin von Mia und Tessa; zum Ende der Telenovela mit Stephan Thalbach zusammen. Beide adoptieren gemeinsam nach Tamaras Verhaftung Mia und leben nun zusammen mit Mia & Patrick |
| Joana Schümer              | Tamara Dannenberg                     | 1–125               | Oberbösewicht in der Serie, tötet ihren Freund Marcel Borchert, wird am Ende von der Polizei abgeführt, kommt lebenslang ins Gefängnis                                                                                           |
| Isabelle von Siebenthal    | Carolin Kilian                        | 1–69, 72–73, 83–125 | Chefärztin und Besitzerin der Marklandklinik; Mutter von Felix; Ehefrau von Arthur; zwischenzeitlich mit Stephan Thalbach zusammen, später Versöhnung mit Ehemann Arthur                                                         |
| Alexander Wüst             | Marcel Borchert †                     | 1–124               | Bösewicht und Oberarzt der Marklandklinik; Verbündeter von Tamara, wird vergiftet durch Tamara. |
| Bernhard Piesk             | Ole Brunner                           | 7–125               | ist mit Sylvie zusammen |
| Susanne Berckhemer         | Nadine Dannenberg †                   | 9–125               | rettet Tessa das Leben und stürzt dabei in den Tod. |
| Philipp Danne              | Patrick Hoffmann                      | 11–32, 54–125       | Sohn von Beate Gehrmann; ist mit Mia zusammen |
| Delia-Deborah Wagner       | Jenny Faber                           | 38–125              | Freundin von Mia, Patrick und Kai. Tochter von Claudia Faber |
| Christoph von Friedl       | Jeff Rodney                           | 55–108, 125         | Tessas Jugendliebe, Gastauftritt in der letzten Folge |
| Birgit Wiedel Weidinger    | Claudia Faber                         | 89–125              | Mutter von Jenny Faber, später Kellnerin in Maibooms und am Ende mit Christian liiert |

Vier Hauptdarsteller blieben dem Genre nach Auslaufen der Telenovela treu: Beat Marti und Sarah Alles spielten in der Telenovela Rote Rosen, Isabelle von Siebenthal bei Sturm der Liebe, William Mang und Susanne Berckhemer drehten für Wege zum Glück, Letztere sogar als weibliche Hauptrolle.

## Regie
- Brigitta Dresewski
- Annette Herre
- Renata Kaye
- Klaus Kemmler
- Jurij Neumann (ab Kapitel 51)
- Matthias Reischel
- Tanja Roitzheim
- Kerstin Schefberger

## Einschaltquoten und Zuschauerreichweite
| Monat        | Kapitel | Marktanteil (ab 3) | Zuschauer (ab 3) | Marktanteil (14–49) | Zuschauer (14–49) |
| ------------ | ------- | ------------------ | ---------------- | ------------------- | ----------------- |
| Januar 2006  | 1–17    | 5,43 %             | 0,69 Millionen   | 2,78 %              | 0,13 Millionen    |
| Februar 2006 | 18–31   | 6,20 %             | 0,76 Millionen   | 2,27 %              | 0,11 Millionen    |
| März 2006    | 32–48   | 5,85 %             | 0,65 Millionen   | 1,85 %              | 0,08 Millionen    |
| April 2006   | 49–66   | 6,02 %             | 0,57 Millionen   | 1,93 %              | 0,07 Millionen    |

- Erfolgreichste Sendung: Kapitel 10 vom 26. Januar 2006 (8,5 % Marktanteil; 1,06 Millionen Zuschauer)
- Zweiterfolgreichste Sendung: Kapitel 30 vom 17. Februar 2006 (8,1 % Marktanteil; 1,04 Millionen Zuschauer)